# 佐竹義輔
佐竹 義輔（さたけ よしすけ、1902年8月8日 - 2000年3月31日）は、日本の植物学者。佐竹氏一門の佐竹南家第19代当主、男爵。湯沢市名誉市民。日本高山植物保護協会会長。

## 経歴
1902年、秋田県で佐竹南家の佐竹義雄の次男として生まれた。旧名は佐竹義宏。次男であったため、はじめ早川家の養子となったが、兄の義質の急死に伴い佐竹南家の当主となり、男爵位を継承した。
秋田県立橫手中学校（現、秋田県立横手高等学校）を経て、東京帝国大学（現、東京大学）理学部に進む。東京大学に学位論文「Boehmeria japonica （日本産やぶまを屬）」を提出して理学博士号を取得。大学卒業後は東京科学博物館 (現：国立科学博物館) の植物研究部長に就任した。
1952年（昭和27年）、国立科学博物館学芸部長として、皇居で行われた植物学に関する合同進講に参加した。
学界では日本高山植物保護協会会長をつとめた。2000年3月31日、老衰のため97歳で死去。

## 研究内容・業績
- 専門は植物分類学で、ホシクサ属の分類などを研究した。平凡社刊『日本の野生植物』など著書、共著書も多くある。
- トウシンソウ科やホシクサ属などの研究を進め[2]、ネムロホシクサなどの新種を記載した[5]。生涯に記載した種は約130種ほどある[6]。
- ヤエヤマヤシ (Satakentia liukiuensis) の属名など、佐竹に献名されている植物も何種かある。
- 同郷の植物学者である工藤祐舜によって育てられた学者のひとりである[7]。

## 家族・親族
- 父：佐竹義雄。第18代佐竹南家当主。男爵、雄勝銀行頭取。
- 母：佐竹レイ。祖父佐竹義隣の長女。
- 兄：佐竹義質。
- 妻：鹿島縫子。
- 子：佐竹義惇（1931-2023、相撲研究家・雑誌相撲への連載や戦後新入幕力士物語などの著書あり）

## 著書
- 『大日本植物誌 - ホシクサ科』（1940年、三省堂）
- 『西イリアン記―ニューギニアの自然と生活』 (1963年、広川書店)
- 『植物の分類―基礎と方法』 (1964年、第一法規出版)
- 『高山植物―原色・自然の手帖』 (1967年、講談社ブルーバックス)
- 『野の花―原色・自然の手帖』 (1967年、講談社ブルーバックス)
- 佐竹義輔（監修）『原色図解理科実験大事典〈生物編〉 (1967年、全国教育図書)
- 佐竹義輔（編集）『日本の花』 (1972年、山と溪谷社（山溪カラーデラックス）)
- 佐竹義輔（監修）『ポケット科学図鑑1 植物』　(1977年、学習研究社)
- 佐竹義輔・北村四郎・冨成忠夫・大井次三郎・亘理俊次『日本の野生植物 草本編 I, II, III』（1981-82年、平凡社）
- 佐竹義輔・亘理俊次・原寛・冨成忠夫（共編）『日本の野生植物 木本編 I, II』（1999年、平凡社）